# Національний художній музей Республіки Саха (Якутія)
Національний художній музей Республіки Саха (Якутія) (рос. Национальный художественный музей Республики Саха (Якутия)) — художній музей у місті Якутськ (Республіка Саха, Росія), найбільша художня збірка на північному сході Сибіру. У музейному фонді зберігаються твори зарубіжних, російських майстрів XVI—XX століть, представлена широка панорама мистецтва Якутії XVIII — початку XXI століть.
У місті функціонують три філії музею — галерея зарубіжного мистецтва ім. М. Ф. Габишева, картинна галерея академіка Афанасія Осипова і виставкова зала. Музей має чотири філії в улусах (районах) республіки: Намському, Сунтарському, Таттинському і Булунському. 

## Історія
Історія музею починається в 20-х роках ХХ століття і пов'язана з науково-дослідним товариством «Саха кескіле» (Майбутнє якутів), у якому секцію мистецтва з самого початку очолювали видатні діячі національної культури, літератури і мистецтва П. О. Ойунський і А. І. Софронов. Основою зібрання музею стали 27 живописних творів з фондів Державної Третьяковської галереї, переданих в дар республіці в 1928 році.
1946 року картинна зала, при діяльній участі вченого-етнографа С. І. Боло, перших художників Якутії П. П. Романова, М. М. Носова, була перетворена в Якутський музей образотворчих мистецтв.
1970 року Якутському республіканському музею образотворчих мистецтв присвоєно ім'я професора М. Ф. Габишева.
1995 року на базі Якутського республіканського музею образотворчих мистецтв імені професора М. Ф. Габишева створений Державний музейний мистецький комплекс «Національний художній музей Республіки Саха (Якутія)» з філіями: Харбалахська картинна галерея (Таттинський улус), Вілючанська художня галерея (Сунтарський улус), Намський художній музей (Намський улус), Тіксінський музей культури і мистецтва Арктики (Булунський улус).
У столиці Якутії працюють — галерея зарубіжного мистецтва ім. М. Ф. Габишева, картинна галерея академіка Афанасія Осипова, виставкова зала музею. Зібрання музею включає колекції вітчизняного та зарубіжного мистецтва XVI—XX ст. Класичне російське мистецтво XVIII—XX століть представлено підписними оригіналами В. А. Тропініна, І. К. Айвазовського, І. І. Шишкіна, К. Є. і В. Є. Маковських, І. І. Левітана, А. І. Куїнджі, К. О. Коровіна та інших.
Найзначніша частина зборів — колекція мистецтва Якутії XVIII—XX ст. — живопис, графіка, скульптура, народне і декоративно-ужиткове мистецтво. унікальним є розділ якутської різьбленої кістки — промислу, відомого з XVIII століття (шкатулки, подчаснікі XIX ст.), спадщина народних майстрів, лауреатів Державної премії Росії ім. І. Ю. Рєпіна — Т. В. Аммосова, С. Н. Пестерева, С. Н. Петрова, твори сучасних косторізів. Представлені колекції традиційного національного мистецтва: художнього металу, різьблення по дереву, виробів з берести, плетіння з кінського волоса, візерункового шиття та бісерної вишивки по хутру і тканині.
Мистецтво ХХ століття представлено всіма видами і жанрами, стилями і напрямками, включає монографічні розділи провідних художників Якутії: живописців І. В. Попова, П. П. Романова, М. М. Носова, А. Н. Осипова, Е. І. Васильєва, І. Е. Капітонова, А. Д. Васильєва; графіків Е. С. Сивцева, В. Р. Васильєва, А. П. Мунхалова, В. С. Карамзіна, М. А. Рахлєєвої, М. Г. Старостіна, Т. Є. Шапошникова і багатьох інших.
Постійна експозиція розміщена в основному триповерховій будівлі музею в центрі міста, де представлені колекції образотворчого мистецтва Якутії, декоративно-ужиткової творчості, твори відомих російських художників XVII—ХХ століть.

## Галерея

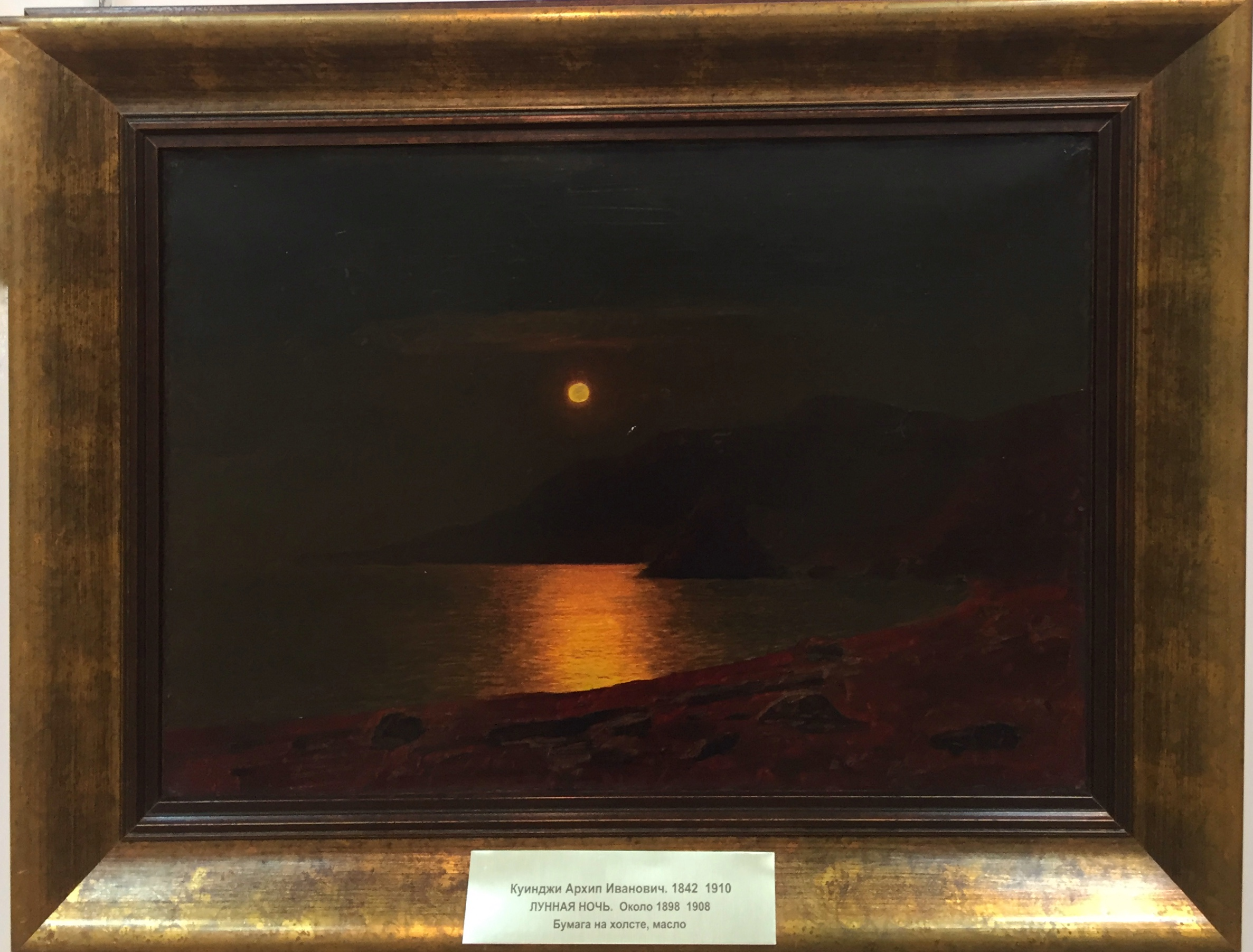
Архип Куїнджі, «Місячна ніч», між 1898 і 1908
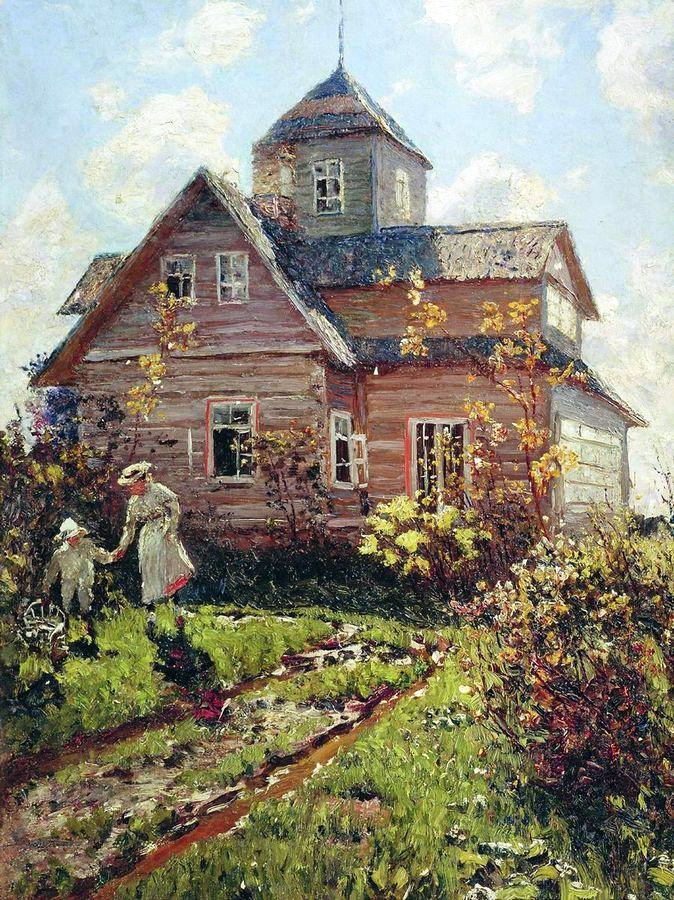
Микола Дубовськой, «Дача в Сілламягах», 1907